# Severiske dynasti
Det severiske dynasti er en række romerske kejsere, der regerede i adskillige årtier fra det sene 2. århundrede til det tidlige 3. århundrede.

## Kejsere og Cæsarer

### Septimius Severus(193–211)
Septimus stammede fra Libyen og var formentlig den første afrikaner, der blev kejser af Romerriget.
Han gjorde karriere i hæren under Marcus Aurelius og indtrådte efter Commodus død som kejser i Pannonien, det nuværende Ungarn. Derefter erobrede han Italien og skaffede sig af med de to rivaler Pescennius Niger og Clodius Albinus.
Han blev kendt som en dygtig, men hård administrator, der militariserede samfundet og udbyggede militæret.
Han førte mange krige for at genoprette de tidligere grænser. Han døde uden for York under et felttog i England.

### Caracalla(198–217) ogPublius Septimius Geta(209–211)
Caracalla var ældste søn af Septimius Severus og fik en militær opdragelse. Han rivaliserede med sin broder Geta hele livet. Det påstås, at han endda skal have konspireret mod faderen.
Da Septimius døde, overtog Caracalla kejsermagten med Geta. Deres forhold var anspændt, og Caracalla lod formodentlig broderen myrde i december 211 og tog magten alene. Derefter udryddede han sin broders tilhængere. Han var gavmild imod hæren og Prætorianergarden for at få dens støtte.
I 212 gav han alle frie mænd i romerriget borgerskab med borgerskabsloven (Constitutio Antoniniana).
Han førte krig i Østen det meste af sin regeringstid. Han massakrerede befolkningen i Alexandria i 215 eller 216. Derefter førte han krig mod partherne. På vej hjem fra Parthien blev han myrdet af Prætorianergardens præfekt Macrinus, der derefter overtog tronen.

### Intermezzo:Macrinus(kejser, 217–218) ogDiadumenian(Caesar, 217–218)
Marcus Opellius Macrinus blev født i 164 i Caesarea Iol (i det nuværende Algeriet). Selvom han kom fra en ydmyg baggrund (ikke i familie med det severiske dynasti), steg han i graderne i det kejserlige hof under kejser Caracalla. Han blev præfekt for Prætorianergarden. Macrinus blev involveret i en sammensværgelse, der skulle myrde kejseren, der blev anset for forræderisk og hårdhændet. Med hjælp fra Prætorianergarden blev kejser Caracalla dræbt 8. april 217 på vej til Carrhae. Tre dage senere blev Macrinus udnævnt til augustus.
Hans mest betydningsfulde beslutning var at slutte fred med Persien, men mange mente, at det var en dårlig fredsaftale for romerne. Men det, der fældede ham, var, at han ikke uddelte de privilegier, som Caracalla havde lovet hæren i det østlige romerrige. Han lod disse tropper overvintre i Syrien, hvor de begyndte at lytte til den unge Elagabalus. Efter måneder med oprør i hæren i Syrien drog Macrinus med sine loyale tropper ud for at møde Elagabalus hær nær Antiochia. Trods prætorianernes kampevner tabte han. Macrinus flygtede til Chalcedon, men havde mistet sin autoritet. Han blev forrådt og henrettet efter kun 14 måneder ved magten.
Marcus Opellius Antoninus Diadumenianus eller Diadumenian var Macrinus søn. Han blev født i 208. Han fik titlen Cæsar i 217, da hans fader blev kejser. Efter faderens nederlag ved Antiochia forsøgte han at flygte til Parthien, men blev fanget og dræbt.

### Elagabalus(218–222)
Elagabalus blev født som Varius Avitus Bassianus og senere kendt som Marcus Aurelius Antonius. Hans mormor Julia Maesa spredte det rygte, at han var kejser Caracallas hemmelige søn, og de Caracalla-tro tropper i Syrien udråbte ham som deres kejser. Hans tropper slog Macrinus` prætorianere uden for Antiochia i 218, hvorefter han blev accepteret af senatet som kejser.
De få historiske kilder fortæller, at han skal have ført et tøjlesløst liv i Rom med seksuelle udskejelser og drikkegilder.
Styret af imperiet overlod han til sin bedstemor og moder, Julia Soamias. Julia Maesa overtalte Elagabalus til at acceptere sin fætter Alexander Severus som cæsar for at forhindre et magttab på grund af sit udsvævende liv. Alexander var populær hos hæren, der ikke brød sig om deres nye kejser. Da Elagabalus fandt ud af dette, tog han cæsartitlen fra ham. Men Prætorianergarden svor at beskytte Alexander, og Elagabalus måtte bede for sit liv.

### Alexander Severus(222–235)
6. marts 222 gik et rygte igennem Rom. Det sagde, at Alexander var blevet myrdet. Elagabalus og hans moder blev hevet ud af paladset, slæbt gennem gaderne, dræbt og smidt i Tiberen af Prætorianergarden, der derefter erklærede Alexander Severus for augustus.

## De severinske kvinder
De severinske kvinder, begyndende med Septimus Severus hustru Julia Domna, var meget aktive, når det gjaldt om at fremme deres mandlige familiemedlemmers karrierer.

## Eksterne links
De severinske kvinder